# Hans Spemann
Hans Spemann (Estugarda, 27 de junho de 1869 — Freiburg im Breisgau, 12 de setembro de 1941) foi um embriologista alemão. Foi agraciado com o Nobel de Fisiologia ou Medicina de 1935. As suas descobertas relativas aos efeitos da introdução embriónica e à influência das células nos tecidos e órgãos, foram relevantes na sua escolha para vencedor do galardão.

## Experimentos em ontogenia
Durante o inverno de 1896, enquanto estava em quarentena em um sanatório se recuperando de uma tuberculose, Spemann leu o livro de August Weismann, The Germ Plasm: A Theory of Heredity. Ele escreveu em sua autobiografia: "Encontrei aqui uma teoria da hereditariedade e do desenvolvimento elaborada com uma perspicácia incomum até suas últimas consequências ... Isso estimulou meu próprio trabalho experimental".
Os resultados em embriologia foram contraditórios: em 1888 Wilhelm Roux, que havia introduzido a manipulação experimental do embrião para descobrir as regras de desenvolvimento, realizou uma série de experimentos em que inseriu uma agulha quente em um dos dois blastômeros para matá-lo. Ele então observou como o blastômero restante se desenvolveu e descobriu que ele se tornou um meio embrião. Em 1892 Hans Driesch realizou experimentos semelhantes em embriões de ouriço-do-mar, mas em vez de matar um dos dois blastômeros, ele colocou muitos embriões em um tubo e o sacudiu para separar as células. Ele relatou que, ao contrário das descobertas de Roux, ele acabou com embriões completamente formados, mas menores. A razão para essa discrepância foi amplamente atribuída a Driesch separando os dois blastômeros completamente, em vez de apenas matar um, como Roux havia feito. Outros, incluindo Thomas Hunt Morgan e Oscar Hertwig, tentaram separar as duas células, pois o assunto era de grande importância, principalmente para as discussões entre os proponentes da epigênese e da pré-formação, mas resultados satisfatórios não puderam ser alcançados.
Como um mestre da técnica microcirúrgica, começando com seu trabalho contínuo sobre o olho de anfíbio, os artigos de Spemann nos primeiros anos do século 20 sobre esta questão controversa deveriam ser uma grande contribuição para o desenvolvimento da morfogênese experimental, levando-o a ser saudado em alguns setores como o verdadeiro fundador da microcirurgia. Ele conseguiu dividir as células com uma corda de cabelo de bebê . Spemann descobriu que uma metade poderia de fato formar um embrião inteiro, mas observou que o plano de divisão era crucial. Isso despachou a teoria da pré-formação e deu algum suporte ao conceito de um campo morfogenético, um conceito que Spemann aprendeu com Paul Alfred Weiss.

## Obras
- com Hilde Mangold: Über Induktion von Embryonalanlagen durch Implantation artfremder Organisatoren.
- Experimentelle Beiträge zu einer Theorie der Entwicklung.  Edição alemã das Palestras Silliman, realizada na Yale Univ. no final de 1933, Julius Springer, Berlin 1936.
- como Ed.: Forschung und Leben. Stuttgart 1943.